# 斗六神社
斗六神社為昔日臺灣臺南州北港郡斗六街的一座神社，原址位於現今斗六高中，現今仍可見其神橋、參道與神馬。

## 介紹
為慶祝裕仁皇太子於1928年11月10日登基成為昭和天皇，斗六街協議會員黃天經於1928年2月6日在《臺灣日日新報》投稿提議建立斗六神社以紀念。斗六神社選址在斗六市街東側，基地面積約6,000坪，西鄰斗六尋常高等小學校，南側有埤圳流經，土地則是由軍方轉讓。斗六神社設有本殿、拜殿、鳥居2座、神橋，並在四周開鑿水圳作為神境與外境的區隔，境內種植楓、松、樟、相思樹等樹木。斗六神社的設立在1928年7月21日由臺灣總督府許可，在8月始建，在1929年7月完工，10月20日鎮座，其神社樣式與彰化神社相同，並由斗六的實業家陳林氏寶捐獻一對狛犬，而斗六神社入口鳥居約位在目前文化路的中華電信前。1937年1月，社務所完工。斗六神社的社格原為社，在1937年6月25日昇格為無格社。
二戰後，台南縣立斗六初級中學（斗六高中前身）於1946年4月15日設立在斗六神社與斗六尋常高等小學校的土地上，至今斗六高中的校園內仍存有斗六神社的參道與神橋。斗六神社的神馬則移至1946年設立的善修宮前方，銅馬上有模糊的斗六神社社徽。